# Josy Geser-Rohner
Josy Geser-Rohner (* 1881; † 1961) war eine Schweizer Unternehmerin.

## Leben
Die erstgeborene Tochter des Stickereiunternehmers Jacob Rohner und seiner Ehefrau Regine Rohner-Buschor wurde 1881 geboren. 1903 heiratete sie den Juristen und späteren Nationalrat Albert Geser-Rohner.

## Karriere
Nach ihrer Heirat stieg ihr Mann im Unternehmen seines Schwiegervaters stetig auf. Als ihr Mann 1935 starb, übernahm sie, die nur die Mädchenrealschule in Altstätten und die Haushaltungsschule in Estavayer besucht hatte, die international tätige Firma, die ihr Vater gegründet hatte. Die Ostschweizer Textilbranche steckte in den 1930er-Jahren in einer tiefen Krise. Einerseits war die Konkurrenz aus dem Vorarlberg und Italien spürbar, denn diese produzierten viel günstiger. Andererseits war die St. Galler Stickerei mittlerweile aus der Mode gekommen. Geser-Rohner diversifizierte das Unternehmen in ihrer Zeit als Geschäftsführerin. Bereits 1933 hatte die Firma Rohner die Sockenabteilung gekauft, für die das Unternehmen heute in der Schweiz vor allem bekannt ist. Der Durchbruch der «Rohner-Socken» erfolgte aber erst 1952, als Geser-Rohner bereits 71 Jahre alt war. Ab 1945 wurde sie von ihrem Schwiegersohn Johann Baptist Manser-Geser unterstützt. Die Unternehmenschefin forcierte insbesondere auch den Export ihrer Produkte.

## Gesellschaftliches Engagement
Die Familie Rohner galt als erzkatholisch. So spendete auch Josy Geser-Rohner vornehmlich katholischen Institutionen. Sie finanzierte massgeblich den Bau der katholischen Kirche in Lenzerheide mit, wo sie auch ein Ferienhaus besass. Ausserdem spendete sie 1958 einen grösseren Beitrag an den Bau der neuen Pfarrkirche in Rebstein. Sie war ausserdem von 1913 bis 1921 erste Präsidentin des Katholischen Frauenbunds St. Gallen/Appenzell.